# Ted Berrigan
Edmund Joseph Michael „Ted“ Berrigan Jr. (* 15. November 1934 in Providence, Rhode Island; † 4. Juli 1983) war ein US-amerikanischer Dichter der New-York-School-Richtung. Eine Auswahl seiner Gedichte, von Rolf Dieter Brinkmann herausgegeben, erschien 1970 im März-Verlag.

## Leben
Ted Berrigan entstammt einer irisch-katholischen Familie, er besuchte ein Jahr lang das katholische Providence College in seiner Heimatstadt, bevor er 1954 zur U.S. Army ging und unter anderem in Korea diente, allerdings keine Kämpfe sah. Anschließend studierte er an der University of Tulsa, Oklahoma mit dem G. I. Bill of Rights und erwarb seinen B. A. in Englischer Literatur 1959. Er verließ die Universität 1962 ohne M.A. Abschluss. 1962 heiratete er Sandra Alper, mit der er zwei Kinder (David und Kate) hatte. Die Familie zog 1960 nach New York.
1971 heiratete er die Dichterin Alice Notley. Ihre beiden Kinder, Anselm Berrigan und Edmund Berrigan, wurden ebenfalls Dichter.

## Dichtung
Für Berrigans bekanntestes Buch werden die Sonnets von 1964 gehalten. Er veröffentlichte vor allem in Kleinstverlagen und in alternativen Zeitschriften, die von Dichtern praktisch nur für Dichter gemacht wurden. Mit Lorenz Gude als Verleger gab Berrigan im Mai 1963 die erste von zwölf Nummern von C–A Journal of the Arts heraus. Es erschienen außerdem zwei C Comics und auch einige Bücher. Der unmittelbare Vorläufer von C war Ron Padgetts The Censored Review von 1963, mit Beiträgen, die nicht im literarischen Magazin der Columbia University erscheinen durften.
Berrigan schrieb einige Bücher gemeinsam mit anderen Schriftstellern und Dichtern, wie Tom Veitch, Ron Padgett, Joe Brainard, Anselm Hollo, Anne Waldman und Tom Clark, dem Maler George Schneeman.

## Werke
- The Sonnets. Lorenz & Ellen Gude, New York 1964; Neuauflagen: Grove, New York 1966; United Artists, New York 1982; Verbesserte Ausgabe: Penguin Books, New York 2000
  - deutsch: Guillaume Apollinaire ist tot. Gedichte, Prosa, Kollaborationen. März, Frankfurt 1970
  - Lang-Gedicht Tambourine Life. (1965/66), deutsch in der Anthologie: Silverscreen. Neue amerikanische Lyrik, Hrsg. von R. D. Brinkmann. Kiepenheuer & Witsch, Köln 1969 & Büchergilde Gutenberg 1970
- mit Ron Padgett & Joe Brainard: Bean Spasms. Kulchur Press, New York 1967
- Many Happy Returns. (Gedichte) Angel Hair, New York 1967; Neuauflage: Corinth Books, New York 1969[4]
- mit Ron Padgett: NOH. Lines Press 1969
- In the Early Morning Rain. Cape Goliard, London 1970
- Train Ride. Vehicle Editions, New York 1971
- mit Anne Waldman: Memorial Day. Poetry Project, St. Mark’s Church In-the-Bowery, New York 1971
- So Going around Cities: New & Selected Poems 1958–1979. Blue Wind Press, Berkeley 1980
- In a Blue River. Little Light Books, 1981
- The Morning Line. Am Here Books/Immediate Editions. 1982
- A Certain Slant of Sunlight. O Books, Oakland, Cal. 1988
- Alice Notley, Anselm und Edmund Berrigan (Hrsg.): The Collected Poems of Ted Berrigan. University of California Press, Berkeley, Cal., 2005.[5]

in Zeitschriften
Berrigan veröffentlichte in Poetry und der The Paris Review, aber vor allem in sehr vielen kleinen Literaturzeitschriften von Dichtern. Eine vollständige Liste wäre wesentlich länger, Rolf Dieter Brinkmanns März-Ausgabe (1970) verweist auf Aram Saroyans Lines, Ed Sanders Fuck You, Peter Schjeldahls Mother, Anne Waldmans Angel Hair (mit Lewis Warsh) und The World, Larry Fagins Adventures in Poetry.

## C Press
- Tom Veitch: Literary Days 1964
- Ron Padgett: In Advance of the Broken Arm. 1964; 1965
- Ted Berrigan, Ron Padgett, Joe Brainard: Some Things. 1964
- Ron Padgett: Two Stories for Andy Warhol. 1965
- Ted Berrigan, Dick Gallup: Hinges: Poems 1965
- Ted Berrigan, Joseph Ceravolo: Fits of Dawn. 1965
- Kenward Elmslie: Power Plant Poems 1967
- Michael Brownstein: Behind the Wheel
- Steve Carey: The Lily of St. Mark’s. 1978